# Hans-Georg Gadamer
Hans Georg Gadamer, nemški filozof, * 11. februar 1900, Marburg, Nemčija, † 13. marec 2002, Heidelberg. 

## Življenjepis
Odraščal in študiral je v mestu Wrocław, nato pa se je vrnil v Marburg, kjer je študiral z Nikolajem Hartmannom. Leta 1922 je zagovarjal svojo disertacijo. Kmalu zatem je obiskal Freiburg, kjer se je srečal z Martinom Heideggerjem. Družil se je s filozofi, kot so Leo Strauss, Karl Löwith in Hannah Arendt. S Heideggerjem sta se zbližala in Heideggerjeva filozofija je imela nanj velik vpliv.
Ko so leta 1933 nacisti prevzeli oblast, se v nasprotju s Heideggerjem ni pridružil nacistični stranki in uspelo se mu je izogniti vojaškim obveznostim. Leta 1934 je nekaj časa predaval na Univerzi v Kielu. Leta 1937 je postal profesor v Marburgu, dve leti kasneje pa še na Univerzi v Leipzigu. Po vojni je postal rektor leipziške univerze, leta 1947 pa se je preselil v Frankfurt in 1949 še v Heidelberg, kjer je ostal do svoje smrti. Nikdar se ni poročil.

## Delo
Njegovo najpomembnejše delo, Resnica in metoda, je izšlo leta 1960. Imelo je velik vpliv na področju filozofije, estetike, posebnih hermenevtik, literarne vede in prevodoslovja. V slovenščino je delo leta 2001 prevedel Tomo Virk, spremno besedo pa je napisal Darko Dolinar.